# 鈴木啓太 (ラグビー選手)
鈴木 啓太（すずき けいた、1994年8月16日 - ）は、ジャパンラグビーリーグワントヨタヴェルブリッツに所属するラグビー選手。

## プロフィール
- 茨城県出身[1]。
- ポジションはセンター(CTB)。
- 身長 174 cm、体重 83 kg
- U19日本代表に選出されたことがある[2]。

## 来歴
ラグビーを始めたきっかけは父の影響から。
茗溪学園高校卒業後、2014年、筑波大学に入学する。なお茗溪学園高校時代、副将を務めて、高校日本代表に選ばれたことがある。
2017年、筑波大学ラグビー部の副将に就任した。
2018年、筑波大学卒業後、トヨタ自動車ヴェルブリッツ(現・トヨタヴェルブリッツ)に加入。